# HD 160529
HD 160529 (V905 Sco)  — яркая голубая переменная звезда, расположенная в созвездии Скорпиона. При видимой звездной величине +6.8m недоступна для наблюдения невооруженным глазом за исключением крайне хороших условий наблюдения, но видна в бинокль или любительский телескоп.

## Физические характеристики
V905 Sco является неправильной переменной, в спектре типа P Лебедя присутствуют эмиссионные линии. В максимуме блеска напоминает звезду спектрального класса A9, в минимуме — класса B8. Оценка расстояния до объекта составляет 2.5 кпк (8200 световых лет) в предположении о том, что абсолютная звездная величина равна -8.9m. Данная оценка не является точной, значение расстояния до звезды заключено в интервале от 1.9 кпк до 3.5 кпк. Если принять значение расстояния до V905 Sco равным 2.5 кпк, то радиус звезды меняется от 150R☉ в состоянии покоя до 330R☉ при вспышке. Температура также меняется, от 8000 K при вспышке до 12000 K в спокойном состоянии. Видимая звездная величина меняется на 0.5m. Светимость составляет примерно 180000L☉.
Оценки силы притяжения на поверхности привели к значению массы 13M☉ и вероятной начальной массы 25M☉. Возможно, на более ранней стадии эволюции звезда являлась красным сверхгигантом.